# Nggatokae
Nggatokae est une île située dans la province occidentale des Salomon.
D'une superficie de 93 km2, son sommet le plus long est le mont Mariu qui culmine à 887 m.
Elle est située au sud-est de Vangunu.